# Lanark (Illinois)
Lanark es una ciudad ubicada en el condado de Carroll en el estado estadounidense de Illinois. En el Censo de 2010 tenía una población de 1457 habitantes y una densidad poblacional de 500,05 personas por km².

## Geografía
Lanark se encuentra ubicada en las coordenadas 42°6′7″N 89°49′58″O / 42.10194, -89.83278. Según la Oficina del Censo de los Estados Unidos, Lanark tiene una superficie total de 2.91 km², de la cual 2.91 km² corresponden a tierra firme y (0%) 0 km² es agua.

## Demografía
Según el censo de 2010, había 1457 personas residiendo en Lanark. La densidad de población era de 500,05 hab./km². De los 1457 habitantes, Lanark estaba compuesto por el 98.01% blancos, el 0.34% eran afroamericanos, el 0.41% eran amerindios, el 0.34% eran asiáticos, el 0% eran isleños del Pacífico, el 0.07% eran de otras razas y el 0.82% pertenecían a dos o más razas. Del total de la población el 0.82% eran hispanos o latinos de cualquier raza.